# أحمد الجلاد
أحمد الجلاد هو عالم لغوي أردني أمريكي، وباحث في النقوش، ومؤرخ للغة. ومن بين المجالات التي ساهم فيها الدراسات القرآنية وتاريخ اللغة العربية، بما في ذلك العمل الأخير الذي قام به على النقوش العربية ما قبل الإسلام المكتوبة بالخط الصفائي والخط العربي القديم. وهو يشغل حاليًا منصب أستاذ كرسي صوفيا للدراسات العربية في جامعة ولاية أوهايو في قسم اللغات والثقافات الشرق الأدنى وجنوب آسيا. وهو الفائز بجائزة جراتاما الهولندية للعلوم لعام 2017.

## سيرته
ولد الجلاد في مدينة سولت ليك. التحق بجامعة جنوب فلوريدا لمرحلة البكالوريوس. والتحق بجامعة هارفارد لدراسة الدكتوراه في فقه اللغة السامية وحصل على درجة الدكتوراه في عام 2012. وكان أحد معلميه أثناء دراسته هو مايكل مكدونالدز [الإنجليزية] من جامعة أكسفورد وجون هوينرجارد من جامعة هارفارد. كان أحد إنجازاته الأولى إعادة بناء منطقة البروج العربية، وكانت منطقة غير معروف سابقًا من شبه الجزيرة العربية قبل الإسلام. يُعتبر حاليًا أحد أبرز الشخصيات في التاريخ المبكر للغة والخط العربي، ويساعد في توجيه البعثات الأثرية عبر الشرق الأوسط.
ساهم الجلاد في فك رموز وتفسير نقوش الجزيرة العربية القديمة، وخاصة الصفوية والثمودية، وعلى نطاق أوسع في تاريخ اللغة العربية ومكانتها ضمن عائلة اللغات السامية. لقد اكتشف ودرس عددًا من النصوص المهمة لتاريخ وثقافة شبه الجزيرة العربية قبل الإسلام، والعرب، وخلفية الإسلام. وهو أيضًا رائد في توثيق ودراسة النقوش العربية القديمة. إلى جانب كارولينا جاوورسكا، نشر أول قاموس شامل للخط الصفائي. يتولى الجلاد إدارة البعثات الاستكشافية الكتابية والأثرية في جميع أنحاء الشرق الأوسط.

## أبحاثه البارزة
- ديانة وطقوس البدو في شبه الجزيرة العربية قبل الإسلام، بريل، 2022. الوصول المفتوح.
- "الاسم الإلهي قبل الإسلام عيسى وخلفية عيسى القرآني"، مجلة الجمعية الدولية للدراسات القرآنية (2021).
- معجم النقوش الصفائية، بريل 2019.
- "نقش عربي قديم لأحد صحابة محمد؟" مجلة دراسات الشرق الأدنى (2024)
- "ما هي لغة شمال الجزيرة العربية القديمة؟" في د. بيرنستيل ون. بات-إل (المحرران) إعادة إشراك الدراسات السامية والعربية المقارنة . هاراسويتز، 2018، 1-45